# پوتووروو (استان ماسوویان)
پوتووروو (به لهستانی:  Potworów) یک روستا در لهستان است که در گمینا پوتووروو واقع شده‌است. پوتووروو ۹۹۰ نفر جمعیت دارد.